# Karolina Fotiadu
Karolina Fotiadu, gr. Καρολινα Φωτιαδου (ur. 10 sierpnia 1970) – cypryjska narciarka alpejska. Uczestniczka Zimowych Igrzysk Olimpijskich 1988 w Calgary, Igrzysk 1992 w Albertville i Igrzysk 1994 w Lillehammer.

## Wyniki olimpijskie
| Igrzyska         | Konkurencja          | Czas    | Wynik |
| ---------------- | -------------------- | ------- | ----- |
| Calgary 1988     | Slalom gigant kobiet | 2:44.58 | 27.   |
| Calgary 1988     | Slalom kobiet        | 2:14.92 | 26.   |
| Albertville 1992 | Slalom gigant kobiet | 2:57.14 | 39.   |
| Albertville 1992 | Slalom kobiet        | 2:04.19 | 35.   |
| Lillehammer 1994 | Supergigant kobiet   | 1:43.97 | 46.   |